# Eureka (Wisconsin)
Eureka è un comune degli Stati Uniti, situato in Wisconsin, nella Contea di Polk.